# مفوضية الرايخ فلاندرز
رايخسجاو فلاندرز رايخسجاو لألمانيا النازية أنشئ في عام 1944. تشمل في الوقت الحاضر الإقليم الفلامندي في حدودها الإقليمية القديمة (وبعبارة أخرى، بما في ذلك Comines-Warneton باستثناء فورين)، جنبا إلى جنب بأقليمين فرنسيين هما نور وباد كاليه. تم استبعاد بروكسل أيضًا ومنحها الترتيبات الإقليمية الخاصة بها.
عندما ضمت ألمانيا النازية بلجيكا وفرنسا الشمالية في 15 ديسمبر 1944، كانت مدينة دونكيرك فقط جزءًا من منطقة رايخسجاو فلاندرز، مع بقية رايخسجاو فلاندرز تحت سيطرة بلجيكا وفرنسا. سيتم تحرير Dunkirk من قبل الحلفاء في 9 مايو 1945.

## التاريخ
بعد غزوها من قبل ألمانيا في يونيو 1940، وضعت بلجيكا في البداية تحت حكومة عسكرية "مؤقتة"، على الرغم من الفصائل الأكثر راديكالية داخل الحكومة الألمانية، مثل قوات الأمن الخاصة، التي حثت على تنصيب حكومة مدنية نازية أخرى، كما كان القيام به في النرويج وهولندا.  تم ضمها مع الإقليمين الفرنسيين في الشمال وباد كاليه (تم تضمينهما على أساس أنهما جزءًا من هذه الأراضي ينتمي إلى فلاندرز الجرماني، بالإضافة إلى حقيقة أن المنطقة بأكملها شكلت وحدة اقتصادية متكاملة  ) باسم الإدارة العسكرية في بلجيكا وشمال فرنسا ( Militärverwaltung in Belgien und Nordfrankreich ).
في ديسمبر 1944، تم تقسيم بلجيكا (بما في ذلك نظريًا الفرعين الفرنسيين) إلى Reichsgau Flandern، و Reichsgau Wallonien ، و Distrikt Brüssel ، والتي تم ضمها بالكامل من قبل الرايخ الألماني الكبير (باستثناء مقاطعة برابانت المقترحة).